# 제주 우도 홍조단괴 해빈
제주 우도 홍조단괴 해빈(濟州 牛島 紅藻團塊 海濱)은  천연기념물 제438호로  제주특별자치도 제주시 우도면 연평리 2215-5등 7필지의 지선에 인접한 공유수면일대이다.

## 현지 안내문
제주도 북쪽 해안에는 대부분 패사로 이루어진 사빈 또는 사구들이 여러 지역에 분포하고 있다. 그러나 제주시 우도의 해빈은 패사가 아닌 홍조사 또는 홍조단괴로 되어 있어 학술적으로 매우 중요한 가치를 갖는다. 우도의 해빈을 이루는 홍조단괴의 직경은 1cm 내외부터 5∼8cm 정도로 매우 다양하게 나타난다.
우도의 해안가에 발달한 홍조단괴 해빈은 길이가 약300m, 폭이 약15m이며 이 지역에 분포하는 흑색의 현무암과 매우 대조적인 모습을 보여준다. 이 지역의 해안가에 발달한 홍조단괴 해빈은 과거에는 ＂산호사 해빈＂으로 잘못 알려져 왔으나, 최근 해빈 퇴적물을 이루는 구성요소가 홍조단괴임이 밝혀졌다.
우도 해안가에 서식하는 홍조류는 광합성을 하여 세포 혹은 세포사이의 벽에 탄산칼슘을 침전시키는 석회조류중의 하나로 보통 직경이 4∼5cm이고 형태는 전체적으로는 구형이며 표면이 울퉁불퉁한 모습을 보여준다. 보통 홍조단괴의 내부조직과 생식기관은 잘 보존되어 있다.
외국에서는 미국의 플로리다, 바하마를 비롯한 여러 지역에서 홍조단괴가 보고되고 있으며, 주로 암초주변에서 관찰되고 있다. 하지만 우도에서와 같이 홍조단괴가 해빈의 주 구성퇴적물을 이루는 경우는 매우 드물어서 학술적 가치가 높다.

## 개요
국내에서 유일하게 해빈퇴적물이 홍조단괴로만 이루어진 해빈이다. 홍조단괴는 해조류(海藻類) 중의 하나인 홍조류에 의해 매우 복잡한 과정을 거쳐 형성된 것이다. 광합성을 하는 홍조류는 빛이 도달하는 얕은 바다에만 살고 있으며, 홍조류 중에는 세포에서 탄산칼슘(CaCO3)으로 이루어진 방해석이라는 광물을 침전하는 석회조류가 있다. 이 석회조류인 홍조류는 가지상으로 성장하거나 바위에 달라붙어서 덮개상으로 성장하는 종류가 있다.
후자의 경우 암석과 같이 딱딱한 바닥에 계속 붙어서 성장하므로 오랜 시간 동안 홍조류가 성장하면 암석면 위에 층을 이루면서 성장한다. 특히 얕은 바다에 파랑이나 조류, 혹은 태풍에 의해 퇴적물이 많이 이동을 하는 경우, 작은 모래 알갱이의 표면에 이 홍조류가 덮으면서 성장할 수 있고, 이 모래 알갱이가 계속 구르면서 홍조류가 그 위에 성장하기 때문에 오랜 시간이 지나면 구형의 형태를 띠는 홍조단괴가 성장하게 되는 것이다. 이 홍조단괴해빈은 2004년 4월 9일 천연기념물 제438호로 지정되었다.
서빈백사로도 불린다. 우도의 해안가에 발달한 홍조단괴 해빈은 우도 해안일대의 홍조류가 단괴된 것으로 길이가 약300m, 폭이 약15m이며 이 지역에 분포하는 흑색의 현무암과 매우 대조적인 모습은 시각적으로도 조화된 색대비를 보여준다.  과거에는 ＂산호사 해빈＂으로 잘못 알려져 왔으나, 최근 해빈 퇴적물을 이루는 주된 구성요소 90%이상이 홍조단괴임이 밝혀졌다.
외국에서는 미국의 플로리다, 바하마를 비롯한 여러 지역에서 홍조단괴가 보고되고 있으며, 주로 암초주변에서 관찰되고 있다. 하지만 우도에서와 같이 홍조단괴가 해빈의 주 구성퇴적물을 이루는 경우는 매우 드물어서 자연생태적 가치가 높은 것으로 알려져있다.
제주시와 제주대학교는 홍조단괴 바닷가의 본래의 모습을 잃어가는 것에대한 조사에서 주된 유실 원인으로는 해수욕장과 인위적인 호안벽과 해안도로를 제시하고, 현재 상태에서 더 자연친화적이고 합리적인 복원계획을 수립하기 위한 조사연구를 실시했다.

## 같이 보기
- 제주 서귀포층 패류화석 산지
- 제주 연안 연산호 군락
- 제주 비양도 호니토(hornito)